# Komla Agbeli Gbedemah

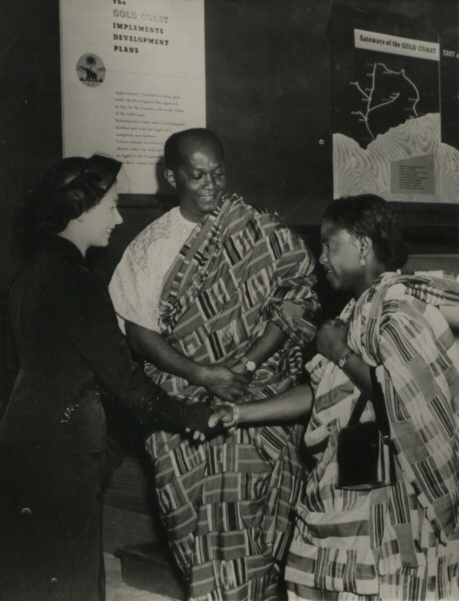
Die britische Königin Elisabeth II. begrüßt Frau Gbedemah auf der Britischen Industriemesse in Birmingham 1953. In der Bildmitte der damalige Minister für Industrie und Handel der britischen Kolonie Goldküste: Komla Agbeli Gbedemah.

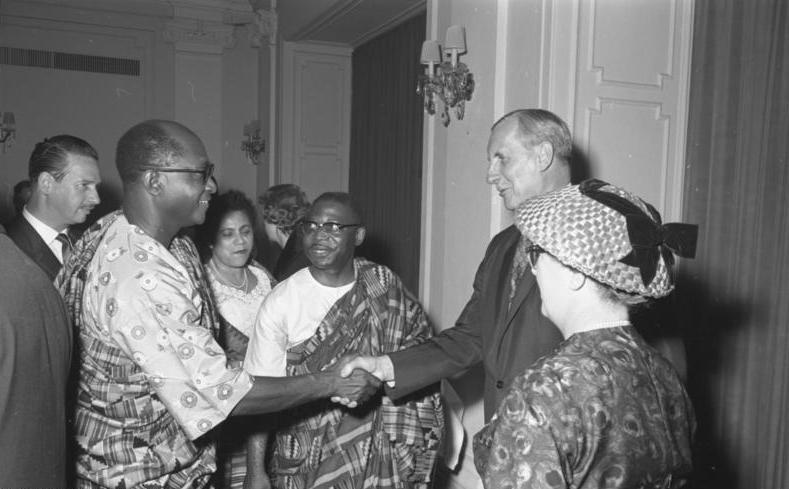
Hilger van Scherpenberg empfängt den ghanaischen Finanzminister Komla Agbeli Gbedemah (links) zur Unterzeichnung des Entwicklungshilfeabkommens mit der Bundesrepublik Deutschland. (1959)

Komla Agbeli Gbedemah (* 17. Juni 1912; † 8. September 1998) war ein führender Politiker in Ghana. Er hatte mehrere Ministerämter inne und war Gründer der Partei National Alliance of Liberals.

## Karriere
Gbedemah war Minister (Finanzminister und Gesundheitsminister) in der Regierung der Convention People’s Party unter dem ersten Präsidenten Ghanas Kwame Nkrumah. Er gilt ebenso als einer der führenden Politiker, die zur Gründung des unabhängigen Ghana beigetragen haben. Nach dem Militärcoup, der zur Staatsführung der Militärjunta National Liberation Councils führte, gründete Gbedemah die Partei National Alliance of Liberals (NAL), deren Schwerpunkt in der Vertretung der Interessen des Volkes der Ewe lag. Gbedemah wurde kurz nach den Wahlen vom 29. August 1969 durch den Supreme Court seines in diesen Wahlen errungenen Parlamentssitzes enthoben, aufgrund der Verurteilung wegen schwerwiegender Finanzdelikte.

## Sonstiges
Unter anderem die New York Times berichtete am 9. Oktober 1957 von einem politischen Skandal, der auch weltweit durch die Presse ging. Gbedemah war in seiner Funktion als ghanaischer Finanzminister auf einer Dienstreise in den USA, als er in einem Restaurant in Dover, Delaware einkehren wollte. In dem Restaurant wurde ihm jedoch der Service aufgrund seiner schwarzen Hautfarbe verweigert. Es soll zu einer politischen Entschuldigung gekommen sein. Dieser Vorfall soll zu einer Einladung zum Frühstück bei Präsident Dwight D. Eisenhower geführt haben. Bei diesem Treffen kam der Anlass des Aufenthaltes Gbedemah’s zur Sprache. Dieser teilte dem Präsidenten mit, er sei von Präsident Nkrumah mit der Planung und Organisation der Finanzierung des geplanten Volta-Stausees beauftragt worden. Der damalige Vizepräsident der USA Richard Nixon wurde durch Eisenhower beauftragt, die
Finanzierungsplanung zu unterstützen. Letztlich ist die Weltbank zur Finanzierung des Projektes eingetreten.

## Positionen
- politischer Führer – People’s Movement for Freedom and Justice (1991 -?)
- Gründer und Vorsitzender – National Alliance of Liberals (NAL) (1969 - 1969)
- Finanzminister – Regierung Ghanas (Goldküste) (1954 - 1961)
- Minister für Handel und Industrie – Regierung Ghana (Goldküste) (1952 - 1954)
- Parlamentsmitglied der Nationalversammlung, Ghana (1951 - 1969)
- Gesundheitsminister – Government of Ghana (1951 - 1952)
- Manager und Redakteur – Accra Evening News (1949 -?)
- Stellvertretender Vorsitzender – Convention People’s Party (CPP) (1949 -?)